# Christian Sahin
Pas d'image ? Cliquez ici

a Compétitions nationales et continentales officielles uniquement.

b Matchs officiels uniquement.
Dernière mise à jour le 15 juillet 2021.
Christian Sahin, né le 17 janvier 1994, est un joueur international ivoirien de rugby à XV qui évolue au poste de pilier.

## Biographie
Christian Sahin débute le rugby à l'âge de 15 ans au sein du RC Bingerville. Il y reste sept saisons, avant de rejoindre le RC Yopougon, l'un des meilleurs clubs ivoiriens. Il devient alors international ivoirien, et se fait repérer à la suite de la Coupe d'Afrique 2017,.
Il arrive alors en France, signant au RC Saint Hilaire Océan. Rapidement, il se fait remarquer et signe en Fédérale 2, au sein du RC Arras. L'expérience tourne court néanmoins, puisqu'il quitte le club pour "raisons personnelles" dès le mois de novembre, après un début de saison compliqué. Il rebondit alors au RC Drancy, puis s'engage une saison en Fédérale 1 avec l'Avenir castanéen. Après une saison mitigée, et malgré un temps de jeu correct (13 rencontres disputées dont 6 en tant que titulaire), il quitte sa formation après une saison, et s'engage en faveur du RC Le Mans en Fédérale 3, avec pour ambition d'être promu en Fédérale 2. Il reste deux saisons au Mans avant de rejoindre en 2022 le RC Auxerre.